# Селлек, Том
То́мас Уи́льям Се́ллек (англ. Thomas William Selleck; род. 29 января 1945) — американский актёр. Наиболее известен по главной роли в телесериале «Частный детектив Магнум» (1980—1988), принёсшей ему премии «Эмми» и «Золотой глобус» в 1984 году.

## Биография
Родился 29 января 1945 года в Детройте, штат Мичиган. Со стороны отца имеет немецкие и английские корни. Также имеет английские корни со стороны матери. Окончил Университет Южной Калифорнии. Во время учёбы играл в баскетбольной команде колледжа. С 1967 по 1973 год служил в Национальной гвардии штата Калифорния.
Сыграл роль второго плана в сериале «Друзья» в роли Ричарда Бёрка, бойфренда Моники в 1996 году. В общей сложности снялся более чем в пятидесяти телепроектах за свою карьеру, а также сыграл в нескольких фильмах, в том числе в комедии «Трое мужчин и младенец» в 1987 году.
В настоящее время[когда?]

 играет одну из главных ролей в телесериале «Голубая кровь», который выходит на канале CBS.
Успешно прошёл пробы и был утверждён на главную роль в фильме Индиана Джонс: В поисках утраченного ковчега, однако затем отказался, из-за занятости в сериале Частный детектив Магнум.
7 мая 2024 года запланирован выход мемуаров You never know.

## Избранная фильмография
| Год       |    | Русское название                     | Оригинальное название               | Роль                           |
| --------- | -- | ------------------------------------ | ----------------------------------- | ------------------------------ |
| 1970      | ф  | Майра Брекинридж                     | Myra Breckinridge                   | студент                        |
| 1971      | ф  | Семь минут                           | The Seven Minutes                   | Фил Сэнфорд                    |
| 1976      | ф  | Мидуэй                               | Midway                              | Сирил Симард                   |
| 1978      | ф  | Кома                                 | Coma                                | Шон Мёрфи                      |
| 1980—1988 | с  | Частный детектив Магнум              | Magnum, P.I.                        | Магнум                         |
| 1983      | ф  | Воздушная дорога в Китай             | High Road to China                  | Патрик О'Мэлли                 |
| 1984      | ф  | Лэсситер                             | Lassiter                            | Ник Лэсситер                   |
| 1984      | ф  | Бунт роботов                         | Runaway                             | сержант Джек Р. Рэмси          |
| 1987      | ф  | Трое мужчин и младенец               | Three Men and a Baby                | Питер Митчелл                  |
| 1989      | ф  | Её алиби                             | Her Alibi                           | Фил Блэквуд                    |
| 1989      | ф  | Невиновный                           | An Innocent Man                     | Джимми Рэйнвуд                 |
| 1990      | ф  | Куигли в Австралии                   | Quigley Down Under                  | Мэтью Куигли                   |
| 1990      | ф  | Трое мужчин и маленькая леди         | Three Men and a Little Lady         | Питер Митчелл                  |
| 1992      | ф  | Предки                               | Folks!                              | Jon Aldrich                    |
| 1992      | ф  | Христофор Колумб: Завоевание Америки | Christopher Columbus. The Discovery | король Фердинанд II Арагонский |
| 1992      | ф  | Мистер бейсбол                       | Mr. Baseball                        | Джек Эллиот                    |
| 1996      | ф  | Любовь и родео                       | Ruby Jean and Joe                   | Джо                            |
| 1996—2000 | с  | Друзья                               | Friends                             | доктор Ричард Бёрк             |
| 1997      | ф  | Вход и выход                         | In & Out                            | Питер Малой                    |
| 1999      | ф  | Любовное письмо                      | The Love Letter                     | Джордж Маттиас                 |
| 2003      | тф | Последний ковбой                     | Monte Walsh                         | Монти Волш                     |
| 2004      | тф | Айк: Обратный отсчёт                 | Ike: Countdown to D-Day             | Дуайт Эйзенхауэр               |
| 2004      | ф  | Обратимые ошибки                     | Reversible Errors                   | Ларри Старжек                  |
| 2004—2008 | с  | Юристы Бостона                       | Boston Legal                        | Айвэн Тиггс                    |
| 2005      | ф  | Хладнокровный Стоун                  | Stone Cold                          | Джесси Стоун                   |
| 2006      | ф  | Джесси Стоун: Ночной визит           | Jesse Stone: Night Passage          | Джесси Стоун                   |
| 2006      | ф  | Джесси Стоун: Смерть в Парадайзе     | Jesse Stone: Death in Paradise      | Джесси Стоун                   |
| 2007      | ф  | Джесси Стоун: Морской поворот        | Jesse Stone: Sea Change             | Джесси Стоун                   |
| 2007      | мф | В гости к Робинсонам                 | Meet the Robinsons                  | Корнелиус                      |
| 2007—2008 | с  | Лас-Вегас                            | Las Vegas                           | Эйджей Купер                   |
| 2009      | ф  | Джесси Стоун: Тонкий лёд             | Jesse Stone: Thin Ice               | Джесси Стоун                   |
| 2010      | ф  | Джесси Стоун: Никакого раскаяния     | Jesse Stone: No Remorse             | Джесси Стоун                   |
| 2010      | ф  | Киллеры                              | Killers                             | мистер Корнфельд               |
| 2010—2024 | с  | Голубая кровь                        | Blue Bloods                         | комиссар Фрэнк Рейган          |
| 2011      | ф  | Джесси Стоун: Гибель невиновных      | Jesse Stone: Innocent Lost          | Джесси Стоун                   |
| 2015      | ф  | Джесси Стоун: Гибель в Парадайзе     | Jesse Stone: Lost in Paradise       | Джесси Стоун                   |
| 2021      | ф  | Друзья: Воссоединение                | Friends: The Reunion                |                                |